# ゲラ会議
ゲラ会議は、紀元前424年に、シケリア（シチリア）のいくつかのギリシア植民都市が集まり開催された外交会議である。それ以前の数年間、シケリアではギリシア植民都市間の戦争が続いていたが、この会議で停戦が成立した。この会議ではシュラクサイの指導により平和が実現し、また「シケリア人のためのシケリア」（ギリシア本土やカルタゴといった外国勢力の介入を排除する）の原則が唱えられたが、これは後のモンロー主義に似たものであった。会議の合意事項は無期限とされたが、数十年後には戦争と海外勢力の介入が再開されることになる。

## 背景
紀元前420年代中頃の数年間、シュラクサイとその同盟都市は、アテナイおよびそのシケリア同盟都市と戦争状態にあった。この戦争は、シュラクサイとレオンティノイ（現在のレンティーニ）との衝突が発端であり、レオンティノイがアテナイに支援を求めたために拡大した。紀元前426年までには、シケリアの多くのギリシア都市だけでなく、先住民のシケル人も巻き込んだ戦争に発展した。アテナイと同盟したのは、レギオン（現在のレッジョ・ディ・カラブリア）、レオンティノイ、ナクソス、カマリナおよびシケル人諸部族であり、緒戦でいくつかの勝利を収めていた。紀元前426年、アテナイは戦略的に重要な都市であるメッセネ（現在のメッシーナ）を占領し、シュラクサ側に幾つかの都市を攻撃した。シュラクサイと同盟したのは、ロクリ、ゲラ（ジェーラ）等であったが、紀元前425年には反撃を開始し、メッセネを奪回した他アテナイ側の都市に脅威を与えていた。

## 平和への取り組み
カマリナとゲラは古くから同盟関係にあったが、この戦争では敵対することとなった：ゲラはシュラクサイと同盟したが、カマリナはシュラクサイに深い敵意を抱いていた。紀元前425年夏、両都市は停戦に合意した。二者間の平和は、シケリアの他の都市が戦争状態にある限りは実現が難しく、このため両都市は全交戦都市を招いての平和会議を開催することとした。各都市は大使を送っただけではなく、彼らに対して通常より大きな外交権限を与えた。

## ゲラ会議
この会議の議論内容に関しては、主として歴史家のトゥキディデスの著作によって知られている。トゥキディデスはその時期にシケリアにいたわけではないので、それぞれの演説に関しては、彼自身の作である；後世の歴史家は、ここにトゥキディデスの考えが反映されているかに関して、意見が分かれている。現代の歴史家は、トゥキディデスは全般的な要旨に関しては正確に書いていると結論している。
会議の幕開けは、多くの都市による戦争中の悪行に対する非難であった。しかし、シュラクサイの代表であるヘルモクラテスの演説の後に、雰囲気は変わった。トゥキディデスによると、演説は幅広いシケリア諸都市の連合と、アテナイ「帝国」の脅威を訴えたものであった。ヘルモクラテスは、外部勢力の干渉に対して、シケリアのギリシア人都市が共同して対応し、平和裏に共存するという絵を描いて見せた。
ヘルモクラテスの提案は、米大陸における民族自決を訴えたモンロー主義と似ており、それを提案した強力なシュラクサイにとって、本質的な利益をもたらすものであった。紀元前424年時点において、シュラクサイはシケリアにおける最大・最強の都市国家であり、アテナイのような外部勢力の影響排除に成功すれば、シケリアの政治を支配することができた。ヘルモクラテスの提案の説得力、戦争疲れ、あるいはその双方の要因により、会議の参加者は現状に基づいた平和条約を結ぶことに同意した。シュラクサイはカマリナ人にモルガンティナを与え、代わりに金銭を受け取った。アテナイの艦隊を率いていた将軍達もこの合意を受け入れ、敵対行動を中止してギリシア本土に引き上げた。

## 参考資料
- ドナルド・ケーガン The Archidamian War (Cornell, 1974). ISBN 0-8014-9714-0
- トゥキディデス『ペロポネソス戦争史』